# Peter von Cornelius
Peter von Cornelius   (Düsseldorf, 23 de setembre de 1783 - Berlín, 6 de març de 1867) fou un pintor romàntic alemany, pertanyent al moviment dels natzarens.

## Biografia
Cornelius era fill del pintor Aloys Cornelius i la seva esposa Anna Cosse. Va començar la seva educació artística amb el seu pare, inspector de l'Acadèmia de Belles Arts de Düsseldorf. Aquest va morir el 1799.
Cornelius va estudiar a l'Acadèmia del 1795 al 1809, on va experimentar la influència de l'escola de Jacques-Louis David i posteriorment dels primitius alemanys. Va viure a Frankfurt del Main de 1809 a 1811.
El seu primer treball important va ser la decoració del cor de l'església de Sant Quirí de Neuss (Rin del Nord-Westfàlia). A Frankfurt va començar un cicle de dibuixos dedicats al Faust I de Goethe, que va acabar el 1816, amb la qual cosa va abandonar el seu inicial classicisme barroc i evolucionà a formes neogòtiques. Entre els pintors que van influir en el seu art se citen Ernst Ludwig Riepenhausen i Franz Pforr.

### La Confraria de Sant Lluc
El setembre de 1811 va decidir unir-se a la Confraria de Sant Lluc. Va arribar a Roma el 14 d'octubre de 1811. Allà va fer amistat amb Overbeck, i aviat es va convertir en un dels confrares més prometedors d'aquesta germandat constituïda per l'estudi i aprenentatge de la pintura i de la que formaven part, entre d'altres, Schadow, Veit, Schnorr i Ludwig Vogel.
La influència de Cornelius es va deixar notar en el grup, ja que va canalitzar la seva creativitat cap a un restauracionisme més secular que el religiós d'Overbeck. Sota la seva influència, el grup es bolca en l'elaboració de frescs monumentals. A Roma, Cornelius va participar, amb altres membres de la seva confraria, en la decoració de la Casa Bartholdy i de la Vila Massimi. Alhora, Cornelius va fer dibuixos per il·lustrar el Cant dels Nibelungs.

### Carrera posterior
L'elaboració dels frescs de Casa Bartholdy li van proporcionar certa reputació, que es va veure confirmada amb l'exposició col·lectiva de 1819, organitzada amb motiu de la visita de l'emperador d'Àustria. Van cridar l'atenció del príncep hereu Lluís de Baviera, que va sol·licitar a Cornelius perquè anés a Múnic per dirigir les decoracions de la Gliptoteca. Va simultaniejar durant un temps aquesta tasca amb el treball en l'Acadèmia de Düsseldorf (director de 1821 a 1825). Amb el temps va comprendre que no podia dedicar-se a tots dos càrrecs amb l'atenció que requerien, per la qual cosa va acabar renunciant al càrrec en l'acadèmia de Düsseldorf, traslladant-se a Múnic amb aquells alumnes que van voler seguir-lo. A la mort del director Langer, 1824-1825, es va convertir en director de l'Acadèmia de Múnic, càrrec que va ostentar fins a 1841.
Lluís I de Baviera va pujar al tron el 1825. A Múnic va realitzar la que probablement és la seva obra mestra, les decoracions al fresc per a l'Església de Sant Lluís (1830-1840 aproximadament). Va efectuar igualment decoracions per a la Pinacoteca i la Gliptoteca, aquestes últimes, amb temes de la mitologia grega, inspirats en Hesíode i Homer.
Cornelius va aconseguir gran reputació a Alemanya. Representava la simplicitat de l'estil i dels ideals dels Natzarens, barreja d'una estètica populista i un mica patriòtica. Exerceix una influència profunda i és considerat com el representant de la pintura històrica idealista, caracteritzada per tendències que són, alhora, cristianes i humanistes.
Després d'haver tingut algunes diferències amb el seu client, Lluís I, pel que fa als frescos de l'Església de Sant Lluís, Cornelius va aprofitar la crida de Frederic Guillem IV per marxar a Berlín (vora l'any 1840). Allí va realitzar una sèrie d'esbossos sobre l'Apocalipsi, per als frescos que es pretenien com a decoració per al Camp Sant o mausoleu real, una sepultura dels Hohenzollern, que mai es va realitzar. Seria la seva última obra.
El novembre de 1841, Cornelius, acceptant una invitació, va visitar Anglaterra, amb motiu dels concursos de dibuixos celebrats a Westminster Hall, per a la decoració parcial del Palau de Westminster.
Cornelius va morir a Berlín el 1867.

## Obra
- Les Verges sàvies i les verges nècies, Kunstmuseum, Düsseldorf. Mostra un estil impregnat de l'art de Rafael i Miquel Àngel, en el qual es fusionen l'ideal dels natzarens i un cert classicisme.
- Josep interpretant els somnis del faraó (1816-1818), Casa Bartholdy, Alte Nationalgalerie, Berlín.
- El reconeixement de Josep pels seus germans (1816/17), Casa Bartholdy, Alte Nationalgalerie, Berlín.
- Frescos Els déus de Grècia (1820 - 1830), Gliptoteca de Múnic, perduts; els esbossos sobre cartró es conserven a la Nationalgalerie de Berlín.
- Frescos a l'església de Sant Lluís a Múnic (Ludwigskirche, 1830-1840), en gran manera dissenyats i executats per Cornelius. Possiblement constitueixen l'obra mural més important de l'edat contemporània. El gran fresc dedicat al Judici final (1836-1840), sobre l'altar major d'aquesta església, fa més de 18 metros d'alt i gairebé 12 d'ample. Igualment són de grans dimensions els frescos del Creador, el Nadal i la Crucifixió.
- Medallons amb els profetes de l'Antic Testament (1850) a l'església de Sant Nicolau de Potsdam.
- Els quatre janets de l'Apocalipsi (1841 - 1867), conservats a la Nationalgalerie de Berlín. En aquests dibuixos a l'estil de Durero evidencia el seu gran talent dramàtic. En una època ja plenament realista vora el 1859, es van exposar aquests dibuixos de gran èxit.
- Monument a Adolf von Donndorf (1879) a Düsseldorf.

## Distincions
- 1842 Condecoració Pour le Mérite.
- 1844 Títol Dr. phil. h.c. per la Universitat de Münster
- 1859 Nomenat Mestre per la Freie deutsche Hochstift.
- 1862 Fill predilecte de Düsseldorf.